# 第10裝甲師 (德國國防軍)
第10装甲师（德語：10. Panzer Division）是二战期间德國國防軍陆军的一个装甲师，成立于1939年3月。
第10装甲师于1939年3月在布拉格组建，并在同年入侵波兰期间在北方集团军群预备役服役。该师参加了1940年的法国战役，包括加來圍城戰，1941年隶属于中央集团军群參加了巴巴罗萨行动。
在东线伤亡惨重后，它被送回法国进行修整，并作为战略预备队抵御潜在的盟军入侵。该师在火炬行动（1942年）后赶往突尼斯，并在该战区待了六个月，并在那里与英国和美国军队交战。在凱賽林隘口戰役（1943年）中，在埃尔温·隆美尔元帅率领下，它给美国军队造成了严重损失。后来在1943年5月的突尼斯战役中向盟军投降，后编制消失，并于1943年6月正式解散。该师之後从未重建。
为了纪念第10装甲师的許多成员成員曾參加德国抵抗军，以及1944年7月20日刺杀阿道夫·希特勒的阴谋失败，一个新的装甲师于1959年在西德军队组建时被命名为第10装甲师。